# Senior (Bildung)
Als Senior (lateinisch der Ältere) wird im Bildungssystem der Vereinigten Staaten und anderer Staaten, wie beispielsweise Malaysia, in der Regel ein Schüler oder Student im vierten Jahr seiner jeweiligen Bildungseinrichtung bezeichnet.

## Bildung
An der High School, die im Sekundären Bildungsbereich meist die Jahrgangsstufen 9 bis 12 abdeckt, bezeichnet der Begriff üblicherweise Zwölftklässler. In Abgrenzung zur Junior High School, die unter Umständen die Klassenstufen 6 bis 10 abdecken kann, wird die traditionelle High School bisweilen auch Senior High School oder Senior High genannt.
In den Undergraduate-Studiengängen US-amerikanischer Hochschulen, traditionell insbesondere an Colleges, ist der Begriff für Studenten des 7. und 8. Semesters reserviert. Im ersten Studienjahr ist die Bezeichnung Freshman, im zweiten Sophomore und im dritten Junior, wie an der High School.
Eine Ausnahme bilden die Militärakademien, die stattdessen oder zusätzlich die Bezeichnungen Plebe für Fourth Classmen, Yearling oder Yuk für Third Classmen, Cow für Second und Firsty (Mehrzahl: Firsties) für First Classmen verwenden. Der Plebe Summer ist ein Trainingsprogramm der Marineakademie vor Beginn des ersten Studienjahres.

## Sport
Leistungssport findet in den Vereinigten Staaten üblicherweise an Hochschulen statt. Die National Collegiate Athletic Association (NCAA) und vergleichbare Verbände erlauben heute, dass sogenannte student athletes (deutsch: „Studenten-Athleten“) bis zu vier Jahre (unter Umständen auch mit Unterbrechungen) berechtigt sind, ihren Sport an Hochschulen auszuüben. Für sie gelten üblicherweise dieselben Bezeichnungen, auf Grund von Verletzungen kann ein Athlet aber redshirted sein und die Bezeichnung des akademischen und des athletischen Studienjahres voneinander abweichen.  
Der Begriff Senior orientiert sich dabei an den akademischen Begriffen, nicht an etwaigen Altersklassen im Sport oder am Seniorensport und Sportangeboten für Ältere Menschen.